# The Gambler's Pal
Pour plus de détails, voir Fiche technique et Distribution.
The Gambler's Pal est un film muet américain réalisé par Burton L. King, sorti en 1913.

## Fiche technique
- Titre : The Gambler's Pal
- Réalisation : Burton L. King
- Scénario : J.G. Hawks
- Producteur : Thomas H. Ince
- Société de production : Broncho Film Company
- Société de distribution : Mutual Film
- Pays de production :  États-Unis
- Langue : Anglais américain
- Format : Noir et blanc — 35 mm — 1,33:1 — Muet
- Métrage : 300 mètres (1 bobine)
- Genre : Western
- Durée : 10 minutes
- Date de sortie : 
  - États-Unis : 3 septembre 1913

## Distribution
- Charles Ray
- Enid Markey
- Bessie Barriscale